# La fin de la royauté
La fin de la royauté è un cortometraggio muto del 1910 diretto da André Calmettes.